# José Luis Pérez
José Luis Pérez Soto  (ur. 18 czerwca 1943 w Tonalá) – meksykański jeździec sportowy. Brązowy medalista olimpijski z Moskwy.
Zawody w 1980 były jego drugimi igrzyskami olimpijskimi, debiutował cztery lata wcześniej. Startował na koniu Quelite. Pod nieobecność sportowców z części krajów tzw. Bloku Zachodniego sięgnął po medal w drużynowym konkursie WKKW. Indywidualnie zajął 15 miejsce.